# Willy Coppens
Willy Omer François Jean Coppens de Houthulst (6. července 1892, Watermael-Boitsfort - 21. prosince 1986, Antverpy) byl nejúspěšnějším belgickým stíhacím pilotem první světové války s celkem 37 uznanými sestřely.
Byl nejúspěšnějším specialistou na sestřelování balónů ze všech letců první světové války – z jeho 37 sestřelů bylo 34 balónů. Všechny své sestřely získal s letounem Hanriot HD.1.

## Vyznamenání

### Belgická vyznamenání
- důstojník Řádu Leopoldova
- komtur Řádu koruny[1]
- komtur Řádu Leopolda II.[1]
- Croix de guerre 1914–1918[1]
- Vojenský kříž II. třídy
- Pamětní válečná medaile 1914–1918
- Spojenecká vítězná medaile 1914–1918

### Zahraniční vyznamenání
- Řád Černé hvězdy – Benin
- Croix de guerre 1914–1918 se dvěma palmami – Francie[1]
- komandér Řádu čestné legie – Francie[1]
- důstojník Řádu svatého Mauricia a svatého Lazara – Italské království
- stříbrná Vojenská záslužná medaile – Italské království
- Válečný záslužný kříž 1914–1918 – Italské království
- velkodůstojník Řádu Ouissam Alaouite – Maroko
- rytíř Řádu Virtuti Militari – Polsko
- Řád za vynikající službu – Spojené království[1]
- Vojenský kříž – Spojené království[1]
- důstojník Řádu bílého orla s meči – Srbsko[1]
- Řád Isabely Katolické – Španělsko
- Řád slávy – Tunisko